# Crepis smyrnaea
Crepis smyrnaea là một loài thực vật có hoa trong họ Cúc. Loài này được DC. ex Froel. mô tả khoa học đầu tiên năm 1838.